# Chynów (gemeente)
De gemeente Chynów is een landgemeente in het Poolse woiwodschap Mazovië, in powiat Grójecki.
De zetel van de gemeente is in Chynów.
Op 30 juni 2004 telde de gemeente 9393 inwoners.

## Oppervlakte gegevens
In 2002 bedroeg de totale oppervlakte van gemeente Chynów 137,07 km², waarvan:
- agrarisch gebied: 81%
- bossen: 13%

De gemeente beslaat 9,91% van de totale oppervlakte van de powiat.

## Demografie
Stand op 30 juni 2004:
| Omschrijving                   | Totaal | Totaal | Vrouwen | Vrouwen | Mannen | Mannen |
| ------------------------------ | ------ | ------ | ------- | ------- | ------ | ------ |
| eenheid                        | aantal | %      | aantal  | %       | aantal | %      |
| inwoners                       | 9393   | 100    | 4641    | 49,4    | 4752   | 50,6   |
| bevolkingsdichtheid (inw./km²) | 68,5   | 68,5   | 33,9    | 33,9    | 34,7   | 34,7   |

In 2002 bedroeg het gemiddelde inkomen per inwoner 1160,07 zł.

## Administratieve plaatsen (sołectwo)
Adamów Rososki, Barcice Drwalewskie, Barcice Rososkie, Budy Sułkowskie, Budziszyn, Budziszynek, Chynów, Dąbrowa Duża, Dobiecin, Drwalew, Drwalewice, Edwardów, Franciszków, Gaj Żelechowski, Grobice, Henryków, Jakubowizna, Janów, Jurandów, Krężel, Kukały, Lasopole, Ludwików, Machcin, Marianów, Martynów, Marynin, Mąkosin, Milanów, Nowe Grobice, Pawłówka, Pieczyska, Piekut, Przyłom, Rososz, Rososzka, Staniszewice, Sułkowice (sołectwa: Sułkowice en Sułkowice-Osiedle), Watraszew, Węszelówka, Widok, Wola Chynowska, Wola Kukalska, Wola Pieczyska, Wola Żyrowska, Wygodne, Zalesie, Zawady, Żelazna, Żelechów, Żyrów.

## Aangrenzende gemeenten
Góra Kalwaria, Grójec, Jasieniec, Prażmów, Warka